# Casegas
Casegas é uma povoação portuguesa do Município da Covilhã que foi sede da extinta Freguesia de Casegas, freguesia que tinha 41,16 km² de área e 425 habitantes (2011), e, por isso, uma densidade populacional de 10,3 hab/km².
A Freguesia de Casegas foi extinta em 2013, no âmbito de uma reforma administrativa nacional, tendo sido agregada à Freguesia de Ourondo, para formar uma nova freguesia denominada União das Freguesias de Casegas e Ourondo da qual é a sede.

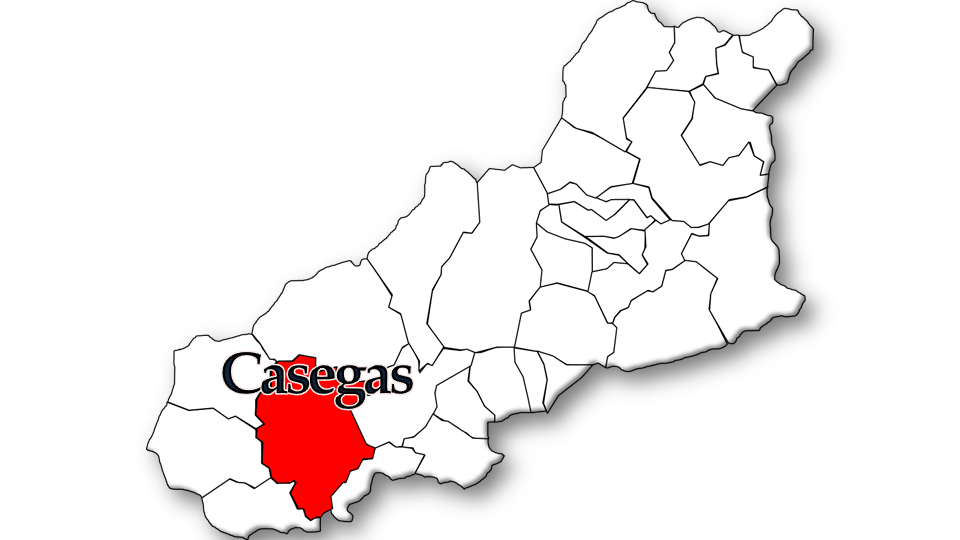
Localização no Município de Covilhã

## População
| População da freguesia de Casegas | População da freguesia de Casegas | População da freguesia de Casegas | População da freguesia de Casegas | População da freguesia de Casegas | População da freguesia de Casegas | População da freguesia de Casegas | População da freguesia de Casegas | População da freguesia de Casegas | População da freguesia de Casegas | População da freguesia de Casegas | População da freguesia de Casegas | População da freguesia de Casegas | População da freguesia de Casegas | População da freguesia de Casegas |
| --------------------------------- | --------------------------------- | --------------------------------- | --------------------------------- | --------------------------------- | --------------------------------- | --------------------------------- | --------------------------------- | --------------------------------- | --------------------------------- | --------------------------------- | --------------------------------- | --------------------------------- | --------------------------------- | --------------------------------- |
| 1864                              | 1878                              | 1890                              | 1900                              | 1911                              | 1920                              | 1930                              | 1940                              | 1950                              | 1960                              | 1970                              | 1981                              | 1991                              | 2001                              | 2011                              |
| 918                               | 1 073                             | 1 138                             | 1 196                             | 1 393                             | 1 450                             | 1 499                             | 1 589                             | 1 819                             | 1 710                             | 1 146                             | 910                               | 780                               | 701                               | 425                               |

## Património
- Capela das Almas (Casegas) ou Capela da Misericórdia;
- Igreja de São Pedro (matriz);
- Museu de Arte Sacra;
- Museu Monsenhor Alves Brás (fundador da Obra de Santa Zita e do Instituto Secular das Cooperadoras da Família);
- Ponte romana.

## Colectividades
- Banda Filarmónica Caseguense.